# انگور آمور
انگور آمور (نام علمی: Vitis amurensis)، گونه‌ای انگور بومی قاره آسیا است. نام آن از دره آمور در روسیه و چین گرفته شده است.
در برابر یخبندان بسیار مقاوم است اما در برابر خشکسالی مقاوم نیست. انتخاب‌ها گوناگون است، اما به عنوان یک گونه، مقاومت قوی در برابر زغالک و پوسیدگی رسیده و مقاومت نسبتاً قوی در برابر سفیدک کرکی و سفیدک پودری دارد.
در جنگل‌های منچوری، استان آمور، منطقه پریمورسکی، شمال شرق چین (آنهویی، هبی، هیلونگجیانگ، جیلین، لیائونینگ، شاندونگ، شانشی، ژجیانگ) و کره رشد می‌کند.
انگور آمور به سه جوره دسته‌بندی می‌شود:
- V. amurensis var amurensis
- V. amurensis var. dissecta
- V. amurensis var. yanshanensis

بیشتر گونه‌های انگور در آب و هوای بسیار گرمتری یافت می‌شوند. تنها انگور آمور می‌تواند دمای زمستان را تا ۴۵- درجه سانتیگراد تحمل کند و ناحیه ریشه خاک به ۱۶- درجه سانتی‌گراد می‌رسد.